# ロン・ブルックス
ロン・ブルックス（Ron Brooks 1988年10月16日- ）はテキサス州ダラス出身のアメリカンフットボール選手。NFLのバッファロー・ビルズに所属した後イーグルスに移籍。怪我の影響で2シーズンでイーグルスからリリースされる。現在はフリーエージェント。ポジションはコーナーバック。

## 経歴
ルイジアナ州立大学では、主にパトリック・ピーターソン、モリス・クレイボーン、タイラン･マチューらの控えとしてプレーした。2012年のNFLドラフト4巡でバッファロー・ビルズに指名された。
開幕前に足の怪我でシーズン中復帰可能な故障者リスト入りし、10月17日に練習に復帰した。11月2日にアクティブロースターに復帰、第13週のジャクソンビル・ジャガーズ戦で初先発、チームトップの10タックルを記録したが、一方で3回の反則を犯した。
2013年シーズンは7タックルを記録、2014年シーズン8タックル記録した。
2016年にフィラデルフィア・イーグルスと契約したが、2017年8月にリリースされた。
2019年にアライアンス・オブ・アメリカン・フットボールのサンディエゴ・フリートと契約したが、シーズン途中でリーグ戦が打ち切られた。